# Ли Дэпэй, Иосиф
Иосиф Ли Дэпэй (李德培; 1901 год, Китай — 7 июля 1991 года, Пекин, Китай) — католический прелат, епископ Тяньцзиня Католической патриотической ассоциации с 1982 по 1991 год.
В 1925 году был рукоположён в священники для служения в епархии Тяньцзиня. В 1951 году присоединился к организованному китайскими властями движению так называемой «тройной независимости». В 1958 году назначен китайскими властями епископом Тяньцзиня и в этом же году состоялось его рукоположение в епископы, которое не было признано Святым Престолом. Трижды избирался вице-председателем Католической патриотической ассоциации (1957—1962, в 1980 и 1986 годах).
Будучи епископом Тяньцзиня, назначенным властями, не мог управлять епархией из-за нежелания верующих признавать его полномочия.